# Cino Cinelli
Cino Cinelli (Montespertoli, 9 februari 1916 - Montespertoli, 20 april 2001) was een Italiaans wielrenner. In het interbellum won hij drie etappes in de Ronde van Italië en reed hij zeven dagen in de roze trui.
Hij richtte ook het bedrijf Cinelli op, dat fietsonderdelen fabriceert.

## Belangrijkste overwinningen
1937
- Ronde van de Apennijnen

1938
- Coppa Bernocchi
- Ronde van Lombardije
- 7e (deel B) en 11e etappe Ronde van Italië

1939
- Ronde van Campanië
- 3e etappe Ronde van Italië

1940
- Ronde van de Drie Valleien
- Ronde van Piëmont

1943
- Milaan-San Remo

## Resultaten in voornaamste wedstrijden
| Jaar | Ronde van Italië | Ronde van Frankrijk | Ronde van Spanje |
| ---- | ---------------- | ------------------- | ---------------- |
| 1936 | opgave           |                     |                  |
| 1937 | opgave           |                     |                  |
| 1938 | 12e (2)          |                     |                  |
| 1939 | 9e (1)           |                     |                  |
| 1940 | opgave           |                     |                  |
| 1941 |                  |                     |                  |
| 1942 |                  |                     |                  |
| 1943 |                  |                     |                  |

| Jaar | Milaan-San Remo | Ronde van Lombardije |
| ---- | --------------- | -------------------- |
| 1936 |                 | 17e                  |
| 1937 | 9e              | 13e                  |
| 1938 | 12e             | ↑                    |
| 1939 | 7e              |                      |
| 1940 |                 | ↑                    |
| 1941 | 16e             | ↑                    |
| 1942 | 9e              | 4e                   |
| 1943 | ↑               |                      |

## Ploegen
- 1938 - Frejus
- 1939 - Frejus
- 1940 - Bianchi
- 1941 - Bianchi
- 1942 - Bianchi
- 1943 - Bianchi
- 1944 - Benotto US Azzini

- Gemeinsame Normdatei: 1028639228
- International Standard Name Identifier: 0000 0003 9283 2762
- Virtual International Authority File: 286979962